# Jusepe Martínez
Jusepe Nicolás Martínez y Lurbez, detto José (Saragozza, 1602 – Saragozza, 6 gennaio 1682), è stato un pittore spagnolo, il più importante dei suoi tempi in Aragona.

## Biografia
Risiedette in Italia tra il 1620 e il 1632, dove ebbe modo di conoscere Guido Reni; nel periodo a Napoli venne in contatto con Jusepe de Ribera. Il suo ricco catalogo pittorico, benché tuttora poco studiato, ben riflette il classicismo romano-bolognese, con una ricerca accentuata del chiaroscuro ispirata a Ribera e all'arte napoletana: un buon esempio è dato dagli affreschi della Cappella di san Pietro Arbués nella Cattedrale di Saragozza. Nel 1675 scrisse i Discorsi praticabili della nobilissima arte della pittura, che non fu pubblicato fino al 1866 a cura del pittore ed erudito Valentín Carderera, rimanendo fino ad allora nella certosa dell'Aula Dei gracias, dove si trovava il figlio, Jusepe Bautista Martínez, pittore e certosino.